# Zavitne (Zavitne), Lenine
Zavitne (în ucraineană Завітне) este localitatea de reședință a comunei Zavitne din raionul Lenine, Republica Autonomă Crimeea, Ucraina.

## Demografie
Componența lingvistică a localității Zavitne
     Rusă (77,82%)
     Ucraineană (12,85%)
     Tătară crimeeană (7,84%)
     Alte limbi (0,35%)
Conform recensământului din 2001, majoritatea populației localității Zavitne era vorbitoare de rusă (77,82%), existând în minoritate și vorbitori de ucraineană (12,85%) și tătară crimeeană (7,84%).